# Giurgiu
Giurgiu (a volte Giurgewo, in bulgaro Гюргево?, Gjurgevo; in turco Yerköy o Yergöğü; in ungherese Gyurgyevó; in tedesco Zurz; in italiano storico: Giurgevo) è un municipio della Romania con 54 551 abitanti, capoluogo del distretto omonimo nella regione storica della Muntenia.
Giurgiu è il più importante posto di confine tra la Romania e la Bulgaria: la città è infatti unita alla città bulgara di Ruse da un ponte stradale e ferroviario sul Danubio, detto Ponte dell'Amicizia.

## Storia
L'area intorno a Giurgiu era già densamente popolata al tempo dei Daci (I secolo a.C.), come evidenziato da scavi archeologici, e si pensa che anche la capitale del sovrano Burebista fosse situata nella zona (si pensa appunto che fosse a Popești sul fiume Argeș). Nell'epoca romana, la zona era la sede di Theodorapolis, città fatta costruire dall'imperatore romano Giustiniano (483-565).
La città di Giurgiu fu probabilmente fondata nel XIV secolo come porto sul Danubio dai mercanti genovesi, che fondarono anche una banca e commerciavano tra l'altro in tessuti di sete e velluti. Diedero alla città il nome del santo patrono di Genova, San Giorgio, da cui deriva il nome attuale. Fu menzionata per la prima volta nel Codex Latinus Parisinus nel 1395 durante il regno di Mircea I di Valacchia e fu conquistata dagli ottomani nel 1420 come punto strategico per controllare il traffico sul Danubio.
Come città fortificata, Giurgiu è spesso menzionata nelle guerre per la conquista del basso Danubio, specialmente nelle lotte di Mihai Viteazul, principe di Valacchia tra il 1593 e il 1601, contro i turchi e nelle successive guerre tra Impero russo e ottomano. Fu incendiata nel 1659 e nel 1829 le fortificazioni furono definitivamente razziate. L'unica difesa rimasta era un castello sull'isola di Slobozia, unita alla costa da un ponte.
Il Ponte sul Danubio è stato costruito negli anni 1952-1954, durante il regime comunista, con finanziamenti sovietici.
La prima linea ferroviaria del Regno di Romania venne costruita fra Bucarest e Giurgiu, e la stazione ferroviaria della città venne inaugurata il 1º novembre 1869.
Fino al 1938, Giurgiu era il capoluogo del Distretto di Vlașca ed ha ottenuto lo status di municipio il 17 febbraio 1968.

## Economia
Giurgiu, grazie alla sua ubicazione ed alla sua importanza quale posto di confine, è divenuta nel tempo un importante nodo commerciale, stradale e ferroviario.

Oltre alla tradizionale attività portuale sul Danubio, nella città si sono sviluppate alcune industrie di buona importanza, a partire da un cantiere navale specializzato nella costruzione e riparazione di naviglio fluviale.

Altre industrie di buona importanza sono quella metalmeccanica, in particolare costruzione di utensileria per l'industria e la perforazione, e quella chimica, con un grande complesso specializzato nella produzione di coloranti, detergenti, diluenti ed altri prodotti chimici per l'industria.

## Amministrazione

### Gemellaggi
- Peshkopi
- Ruse[4]
- Peristeri
- Dunaujvaros
- Inegol
- Izmail
- Edirne
- Ramat Gan

## Galleria d'immagini

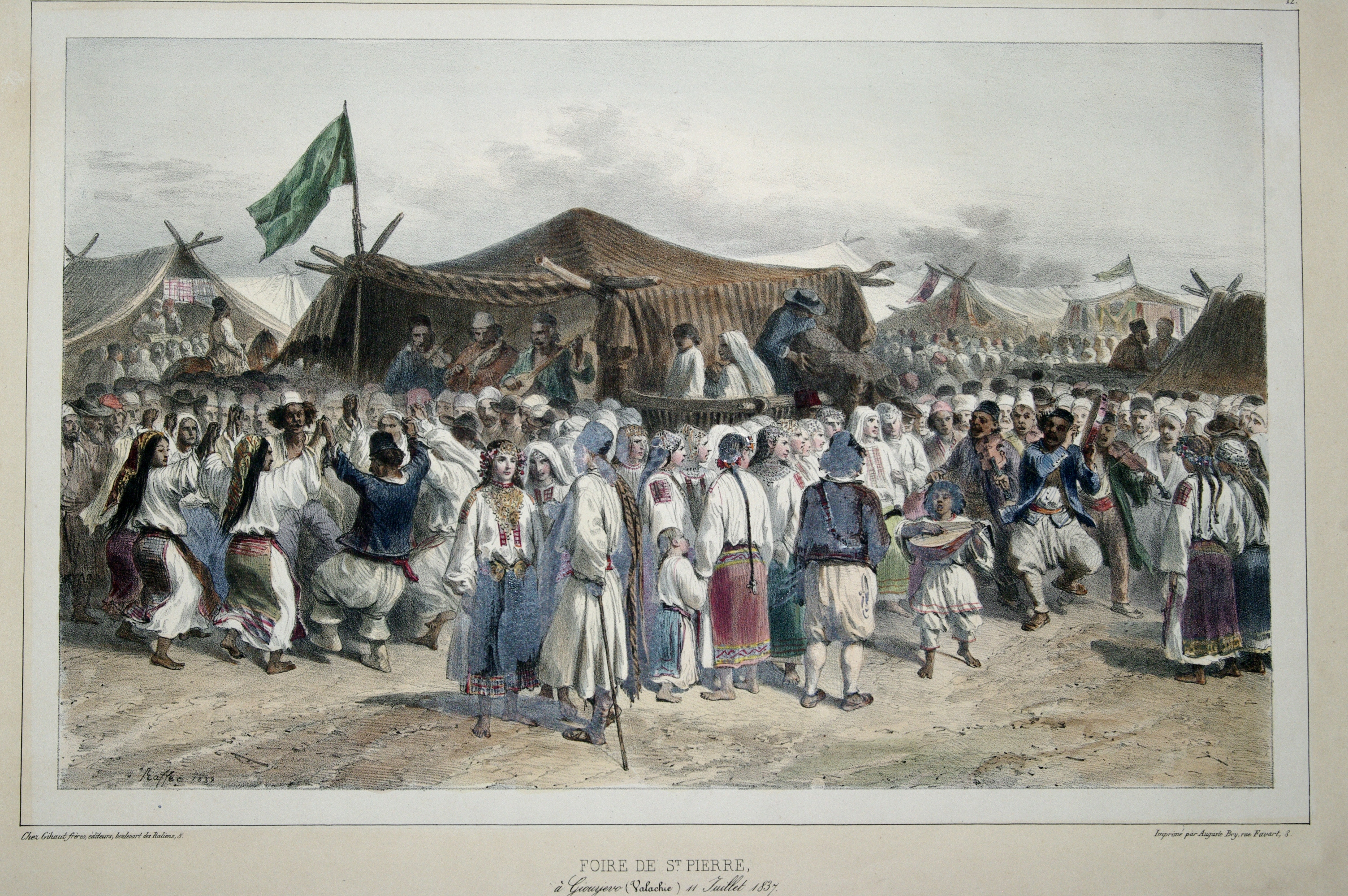
Giurgiu nel 1837
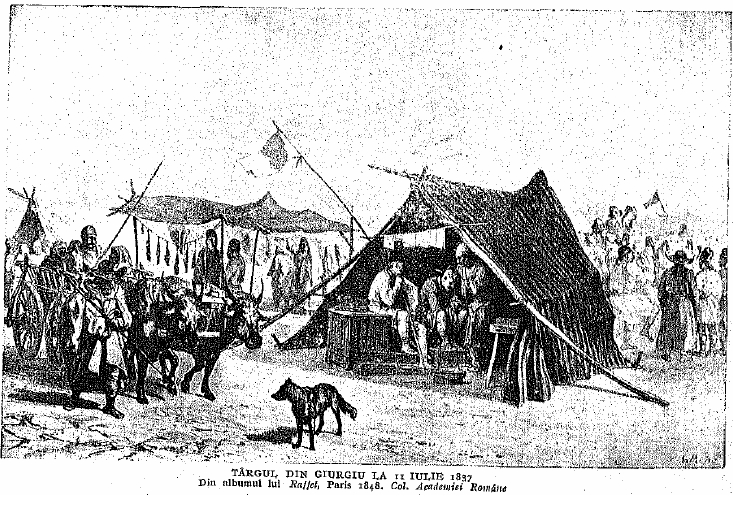
Giurgiu nel 1848
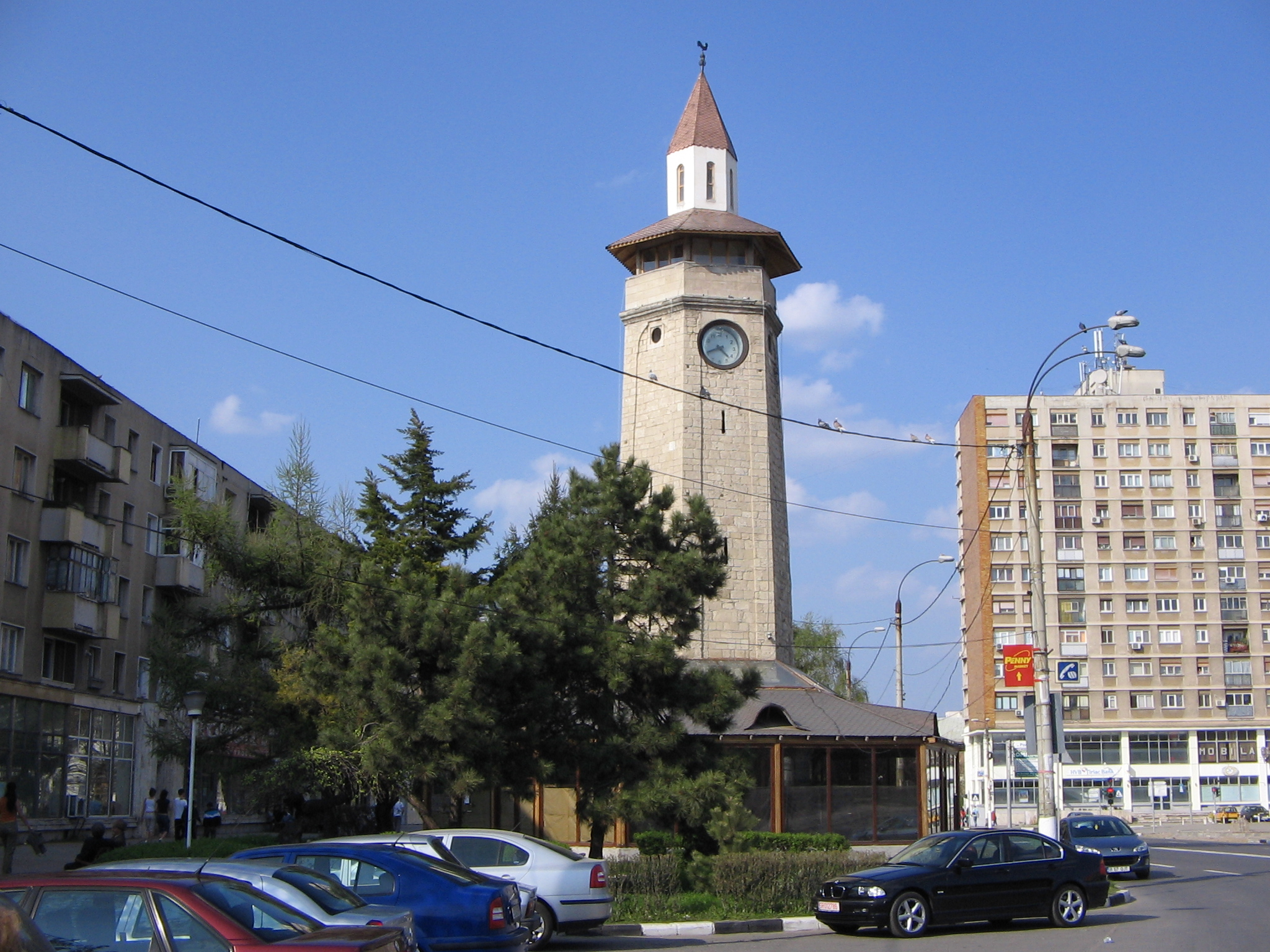
Turnul Ceasornicului, torre dell'orologio del 1771
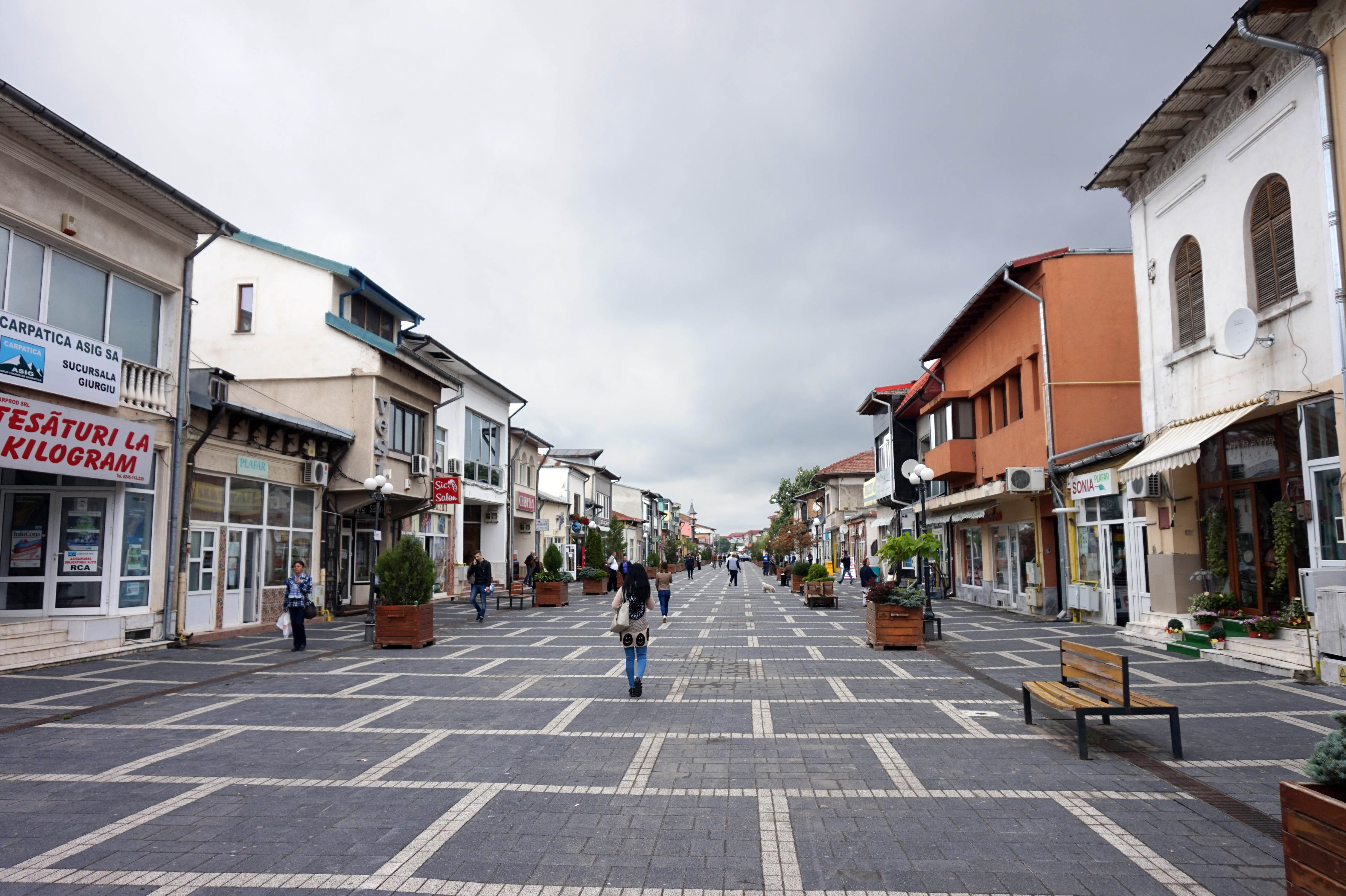
passeggiata pedonale
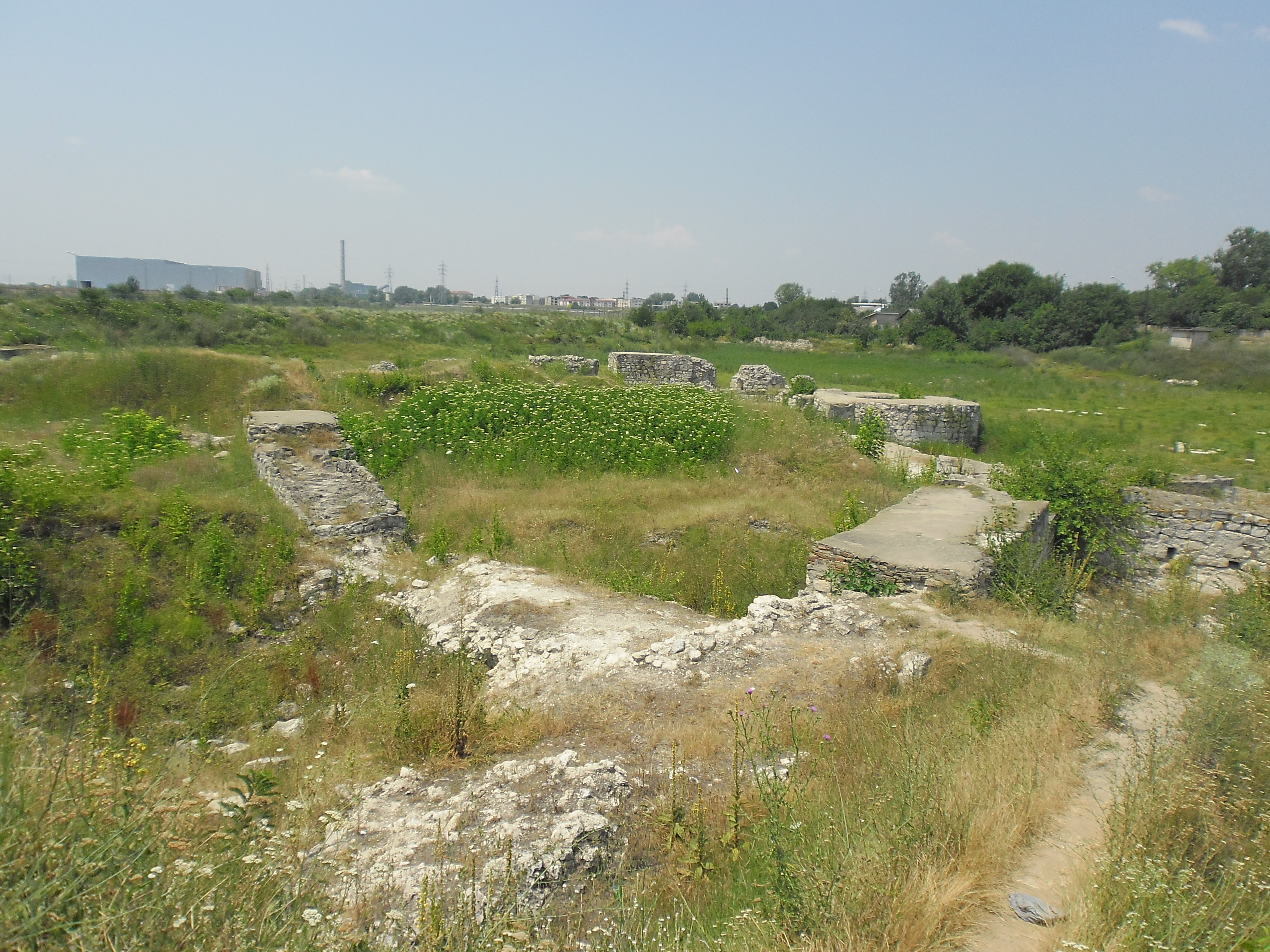
Resti dell'antica cittadella medioevale
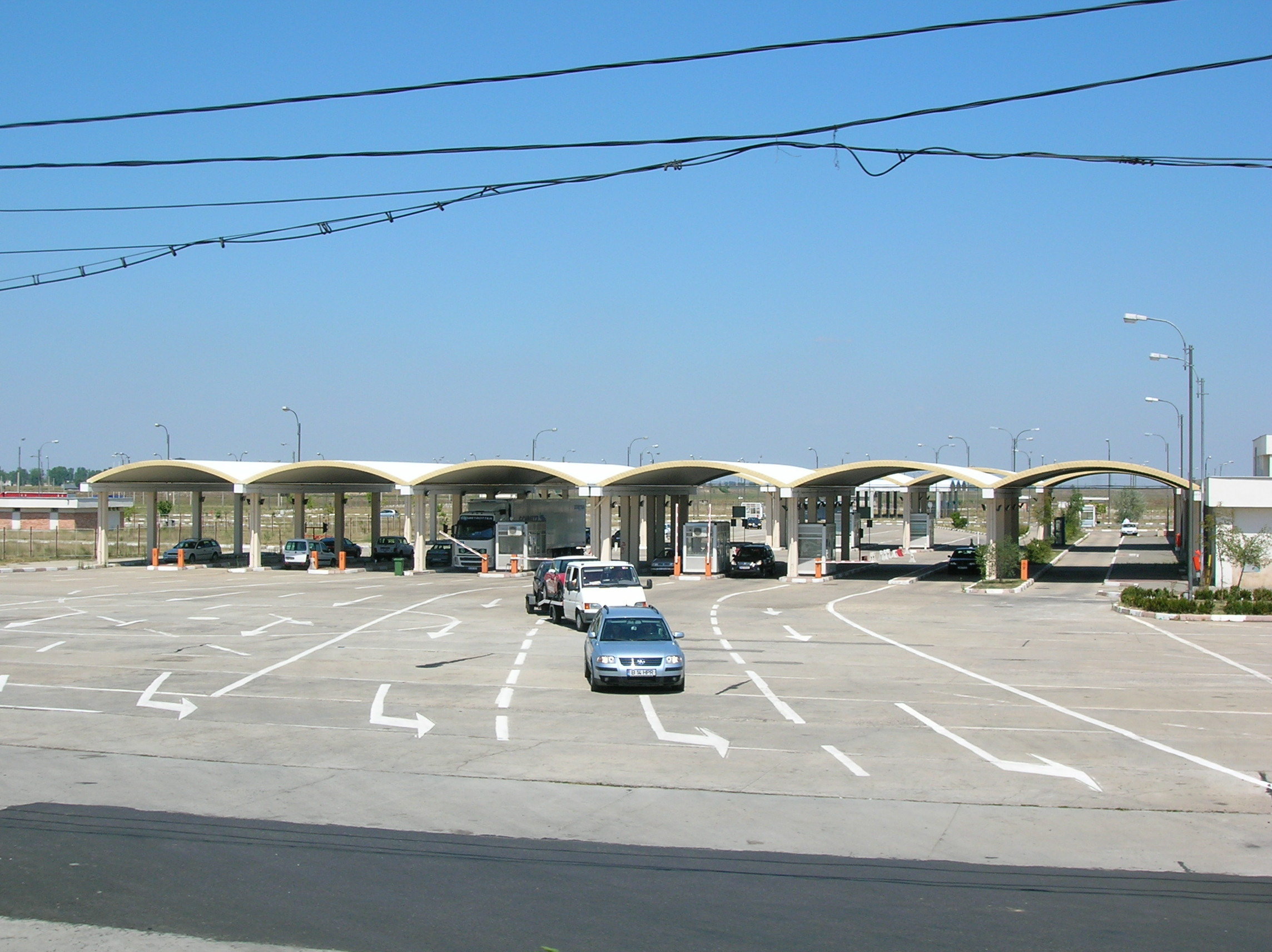
Il posto di confine